# Feudalismo

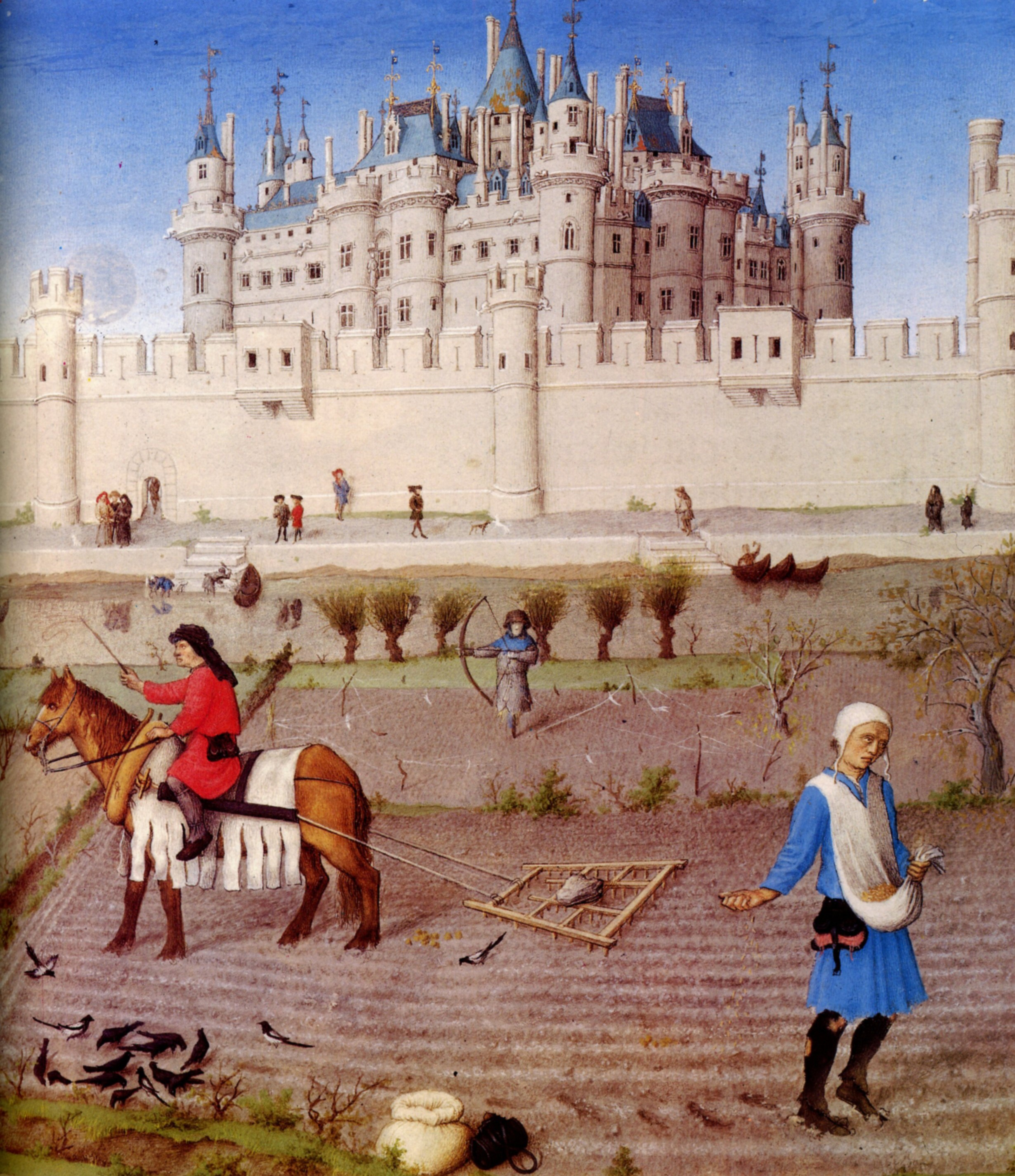
Uma imagem típica da paisagem feudal: o castelo do senhor controlando as terras onde seus súbditos trabalham. Iluminura em Les très riches heures du duc de Berry.

Feudalismo compreende o sistema político, económico e social que predominou na Europa Ocidental entre o início da Idade Média até a afirmação dos Estados modernos, tendo seu apogeu entre os séculos XI e XIII. O conceito teórico foi criado nos séculos XVII e XVIII por advogados franceses e ingleses, e popularizado pelo filósofo Charles-Louis de Secondat, barão de Montesquieu.
O feudalismo deve a sua formação a uma série de fatores, entre eles a desagregação do Império Romano, o declínio da escravidão e do comércio, a ruralização da população, a formação de múltiplos senhorios e reinos bárbaros independentes, a incapacidade da maioria dos sacro-imperadores romano-germânicos em reconstituir uma unidade política abrangente e eficiente, a supressão do paganismo e o fortalecimento político da Igreja Católica e do movimento monástico. O feudalismo evoluiu lentamente até se tornar o modelo dominante na Europa, e se caracterizou, em sua forma madura, pela regionalização ou encelulamento do poder, ou seja, sua concentração em âmbito local nas mãos de uma aristocracia rural que dominava a terra com grande autonomia, e subjugava a maior parte da população através do poder de dominium. O sistema era garantido pelo monopólio das forças militares pela elite, pelo apoio da Igreja, por uma progressiva sustentação jurídica e ideológica, e por uma forte rede de obrigações entre os senhores feudais e seus vassalos e súditos.
A partir do século XIII, com o surgimento de novas monarquias centralizadas e poderosas, a reurbanização da Europa, o reaquecimento e diversificação da economia, entre outros fatores, o sistema iniciou seu declínio, que se acelerou a partir do século XIV com a emergência do proto-capitalismo, a concorrência da burguesia, a substituição de grande parte dos servos por trabalhadores assalariados, a maior laicização da sociedade e grandes mudanças culturais, mas algumas instituições feudais, mais notadamente o feudo propriamente dito, perduraram na Europa até depois do fim do Antigo Regime. O sistema foi típico da Europa, onde se desenvolveu com características únicas, mas vários historiadores vêm tentando compará-lo com outros sistemas não-europeus, com resultados muito controversos.
Sua imagem pública foi profundamente manchada com as revoluções burguesas, atendendo ao interesse da burguesia em afirmar a legitimidade e superioridade do seu próprio modelo, dissolvendo-se entre os séculos XIX e XX as últimas instituições feudais ainda remanescentes em regiões isoladas da Europa. Devido à negativa propaganda burguesa, por muito tempo o feudalismo foi visto como um sistema autoritário, violento, opressor e explorador, cuja economia era estagnada, cuja política era caótica, e que não tinha flexibilidade para admitir mudanças. Hoje entende-se que precisa ser reavaliado e sua história entendida em suas próprias bases e contexto, e não a partir de projeções judiciosas modernas sobre uma época em que todo o pensamento era diferente. Reconhece-se hoje que o feudalismo foi, também, coerente, dinâmico e adaptável, manteve-se em um estado de contínuo rearranjo sem alterar sua essência, perdurando por muitos séculos, e propiciou o desenvolvimento de novas técnicas e métodos de produção e trocas que impulsionaram um reflorescimento econômico a partir dos séculos XI-XII, com um rico paralelo nas artes, na arquitetura, na literatura e na cultura em geral. Além disso, estudos mais recentes vêm mostrando que o sistema foi muito menos homogêneo do que se pensava, com uma ampla variedade de formas de articulação nas diferentes regiões e épocas, gerando um grande debate sobre sua definição e sobre a aplicabilidade dos conceitos antigamente propostos sobre o tema.

## Introdução
Com uma multiplicidade de problemas a afetá-lo, Teodósio viu-se na necessidade de dividir o Império Romano em duas partes distintas. Uma sediada no Ocidente e outra com sede em Bizâncio, depois Constantinopla, atual Istambul. Sortes distintas tiveram estes territórios. O do ocidente acossado pelas contradições internas mas também assoladas com várias vagas de invasores, sucumbiu não conseguindo mais manter o seu poderio que lhe deu fama e abriu a porta a uma nova realidade, a fragmentação do poder em vários senhores, em suma o Feudalismo.

## A formação do feudalismo
Os romanos, a exemplo dos gregos, chamavam de "bárbaros" a todos aqueles que não tinham seus costumes e que não falavam sua língua. Entre esses povos, estavam os germanos, cujas invasões provocariam a desestruturação do Império Romano do Ocidente.
A partir do fim do século III, com o enfraquecimento do poder de Roma, alguns povos que habitavam nas proximidades das fronteiras do Império começaram a se instalar pacificamente em seu território, como aliados, isto é, como colonos e, sobretudo, como soldados.
No final do século IV, os hunos, povo guerreiro de origem asiática, chegaram a Europa oriental e mudaram esse quadro, acelerando o processo de desintegração do Império Romano. Praticamente empurrados pelas invasões dos hunos, os povos germânicos levariam de roldão as fragilizadas defesas das fronteiras romanas. Assim, francos, burgúndios, alamanos, ostrogodos, visigodos, anglo-saxões invadiam e pilhavam as cidades do Império.

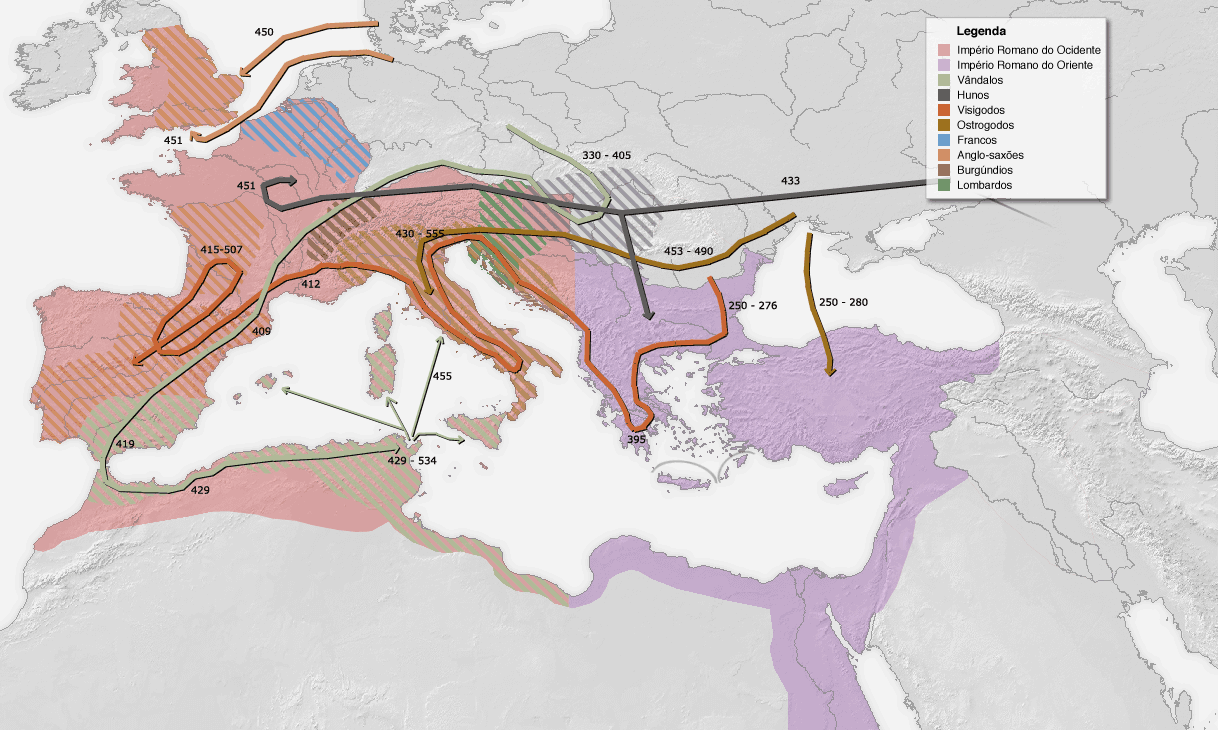
Migrações bárbaras em território romano entre os séculos IV e V

Em 410, os visigodos ocuparam a península Itálica, tomando e saqueando Roma. Os vândalos, por sua vez, avançaram pela Península Ibérica, atravessaram o estreito de Gibraltar e estabeleceram-se no norte da África.
O golpe definitivo ocorreu em 476, quando Odoacro, chefe dos hérulos, destronou o imperador de Roma, pondo fim ao Império Romano do Ocidente. Esse acontecimento assinala a passagem entre Antiguidade e a Idade Média na Europa, mas também alguns historiadores acreditam em outras formas de passagem entre as mesmas, por exemplo: divisão do império em oriente e ocidente, deposição do último imperador no ocidente ou a liberdade de culto para os cristãos.
Assim, ao término do século V, toda a porção ocidental do Império Romano, agora sob o domínio dos germanos, começava a assumir uma configuração inteiramente diversa, do ponto de vista de sua organização social, política e econômica. Era o mundo feudal que começava a se formar.
Mas seriam necessários mais de três séculos para que as estruturas da nova sociedade estivessem plenamente consolidadas. Nesse período, a administração centralizada do Império Romano daria lugar a diversos reinos, como o dos ostrogodos, o dos francos e outros nos quais vigoravam formas descentralizadas de poder.
De todos os reinos feudais, o mais duradouro foi o dos francos. Por volta do século IX, seu poder era tão grande que alguns acreditavam na possibilidade de o Império Romano do Ocidente voltar a surgir.
A base social dos reinos feudais se constituiria a partir do encontro e da combinação de tradições, costumes, crenças e estruturas sociais herdadas dos romanos e dos povos germânicos.

### Vilas: uma tradição romana

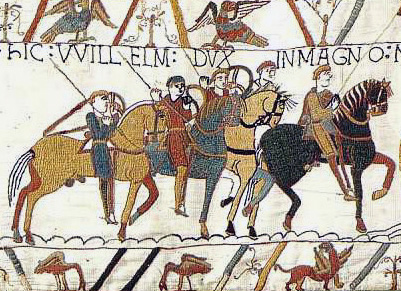

Ao longo de todo processo de desagregação do Império Romano do Ocidente, que durou cerca de duzentos anos, as cidades se despovoaram, enquanto o comércio e a produção artesanal entraram em declínio. Sem dinheiro para manter as fronteiras, o imperador não conseguia garantir a integridade do território. Para se proteger, a população abandonava as cidades, principais alvos dos povos invasores.
Ao mesmo tempo, com o fim das guerras de expansão do Império, a mão de obra escrava, base da economia romana, praticamente desapareceu. Com isso, as grandes propriedades rurais escravistas – os latifúndios – perderam importância.
No lugar dos latifúndios, começaram a surgir as vilas, grandes propriedades rurais que tinham por objetivo a autossuficiência, tendo em vista que o fluxo comercial diminuiu com as invasões. Nas vilas, a mão de obra principal passou a ser dos colonos, trabalhadores que entregavam parte do que produziam ao senhor, em troca da permissão de uso da terra do senhor. Com o passar do tempo, os pequenos agricultores também entregariam suas terras aos grandes proprietários em troca de proteção.
Essas vilas e as relações nelas estabelecidas contribuíram para a formação dos feudos, unidade básica de todo o sistema feudal.
Feudo também era em benefício, muitas vezes uma área territorial, que o senhor doava a um nobre. Aquele que fazia a doação era chamado de suserano ou senhor, enquanto o que recebia a doação chamava-se vassalo.
O vassalo não era proprietário do feudo - ele podia apenas usufruir desse bem. Portanto, ele estava proibido de fazer qualquer negociação que envolvesse a venda da terra. A partir do século IX, o feudo tornou-se um bem hereditário. Ao receber a doação, o vassalo tornava-se senhor das terras que recebia. Ele então podia doar parte dessas terras a outro homem e, assim, tornar-se também um suserano ou senhor.

### A contribuição dos povos germânicos
A intensificação das invasões germânicas na Europa ocidental trouxe mudanças e acrescentou novos elementos à sociedade que se formava.
Os povos germânicos trouxeram consigo certos costumes que se incorporaram à sociedade nascente, como o padrão de justiça, baseada na tradição (consuetudinário), e noções de honra e lealdade, que fundamentavam as relações entre o chefe guerreiro e seus comandados.
Prática comum entre os germânicos, o ato de conceder terras como recompensa aos homens que se destacavam nos combates foi consolidada nesse período. Assim, à medida que avançavam e se instalavam no território romano, os guerreiros tornavam-se senhores de terras. A união entre eles e seus comandantes baseava-se apenas na lealdade e na palavra. Assim, os novos senhores da terra passavam a ser praticamente independentes dentro de seus domínios, que agregavam germânicos e romanos. Com o tempo, eles se transformariam em senhores feudais, e a administração fortemente centralizada do Império Romano daria lugar a um poder descentralizado.
A nova organização social que despontava na Europa com a desagregação do Império Romano – o feudalismo – assumiu sua forma mais acabada por volta dos séculos VIII e IX. Nessa época, outra onda de invasões, desta vez empreendidas pelos povos árabes, húngaros, eslavos e normandos (ou viquingues), isolou a Europa ocidental do Oriente. O clima de insegurança e isolamento criado pela nova onda de invasões dificultava a circulação de pessoas, debilitando ainda mais as atividades comerciais e a força das cidades.

### O crescimento populacional
A população europeia era de aproximadamente 18 milhões de pessoas no ano 800. Em trezentos anos, até o ano 1100, esse número aumentou em cerca de 8 milhões de habitantes, saltando a população total para quase 26 milhões. Em 1200, foi atingida a marca de 34 milhões de habitantes. Isso quer dizer que em apenas quatrocentos anos a população da Europa praticamente dobrou.
A diminuição das invasões a partir do século X gerou um clima de estabilidade social sem precedentes no mundo feudal. O isolamento entre os feudos permitiu que o número de mortes por epidemia diminuísse consideravelmente. Sem disputas contra invasores e momentaneamente livres das epidemias, o número de nascimentos começou a superar o de mortes, ocasionando o aumento populacional.
Com esse crescimento, iniciou-se um processo de exploração agrícola das terras de florestas e de pântanos. Segundo Georges Duby, nobres em busca de expandir seus domínios, camponeses que criavam novas propriedades nos bosques senhoriais, a fundação de novas aldeias nas fronteiras de um principado ou iniciativas individuais, de pessoas em busca de mais pastos, faziam os arroteamentos (recuo de florestas, terrenos baldios, zonas pantanosas para criar áreas cultiváveis) na época. A ocupação dessas novas áreas e a introdução de algumas inovações nas técnicas de cultivo permitiram aumentar a produção agrícola. Entretanto, isso não foi suficiente para alimentar a população crescente dos feudos. Os senhores feudais começaram então a expulsar o excedente populacional. Banidos dos feudos geralmente sob a alegação de terem quebrado alguma regra, muitos servos viram-se obrigados a mendigar ou a saquear nas estradas.
Enquanto isso ocorria com a população mais pobre, os filhos de senhores feudais viram-se na contingência de abandonar a propriedade paterna. Para garantir a supremacia dos feudos e não dividir suas posses, os senhores feudais fizeram do seu filho primogênito o seu único herdeiro. Assim, os outros filhos eram praticamente expulsos das terras, tendo de encontrar novos meios para sobreviver. A consequência desse quadro foi o aparecimento de inúmeros grupos de bandoleiros nas estradas, que viviam de raptar algum senhor feudal poderoso para exigir o pagamento de resgate.
Essas circunstâncias acentuavam o clima de disputa entre os nobres cavaleiros. Durante esse período, efetuavam-se também combates e torneios que transformavam os campos em verdadeiras arenas. Foi necessária a intervenção da Igreja, instituindo dias para os torneios, como forma de regulamentá-los e evitar que a produção agrícola fosse prejudicada. Esse ambiente, dominado pelo espírito guerreiro, favoreceu o movimento das Cruzadas, promovido pela Igreja.

## As ordens da sociedade feudal
A sociedade feudal é dividida em três grandes ordens. A primeira compreendia os oratores, "aqueles que rezam", os integrantes do clero, que cuidavam da fé cristã. Na prática, exercia grande poder político sobre uma sociedade bastante religiosa, onde o conceito de separação entre a religião e a política era desconhecido. Mantinham a ordem da sociedade evitando, por meio de persuasão e criação de justificativas religiosas, revoltas e contratações camponesas. A segunda reunia os bellatores, "os que lutam", incluindo a nobreza por um todo, responsáveis pela guerra e pela segurança. Já a última ordem era a dos laboratores, "aqueles que trabalham", constituída pelo povo (servos e súditos), que trabalhava para sustentar toda população.
O que determinava o status social era o nascimento, porém, não se pode dizer que a mudança de classe social não existisse, pois alguns camponeses tornavam-se padres e passavam a integrar o baixo clero, por exemplo, mas essa mudança era rara e um servo dificilmente ascenderia a outra posição.
Os homens livres formavam uma classe especial distinta do clero, dos servos e da nobreza. Não estavam sujeitos à servidão, eram geralmente donos de alódios e detinham diversos privilégios, como a isenção de alguns tributos, direito à Justiça do rei, capacidade de participar de tribunais e ser alistados entre os homens de armas, podendo eventualmente chegar a ser ordenados cavaleiros, e podiam ter servos e atuar como agentes administrativos de feudos, ou arrendá-los privadamente. Porém, podiam estar de alguma forma vinculados aos senhores feudais como clientes ou tutelados, embora essas relações geralmente fossem voluntárias. Muitos viveram nas cidades como membros da burguesia, e em algumas regiões da Europa eram vistos como o estrato inferior da nobreza.
Na sociedade feudal, a honra e a palavra tinham importância fundamental. Desse modo, os senhores feudais ligavam-se entre si por meio de um complexo sistema de obrigações e tradições. A fim de obter proteção, os senhores feudais geralmente procuravam por outro senhor mais poderoso, jurando-lhe fidelidade e obediência. Chamava-se vassalo, o senhor feudal que pedia proteção a outro. Essa aliança deveria ser consolidada pelo senhor mais poderoso, o suserano, por meio da concessão de um feudo, que podia ser constituído de terras ou de bens ou de ambos. Nesse sistema, o vassalo devia várias obrigações ao seu suserano, como o serviço militar, por exemplo. Por essa razão, quanto maior o número de vassalos, maior o prestígio e o poder de um suserano. O compromisso estabelecido nesse sistema tinha caráter sagrado e constituía falta grave sua violação.

## Origem e natureza do poder feudal
A partir do século III, o Império Romano conheceu um longo processo de desestruturação e um dos principais fatores desta foi a dificuldade de gerir e manter unido o seu vasto território. Depois da derrocada do Império Romano do Ocidente a Europa havia se fragmentado em uma multiplicidade de reinos e principados, e o Sacro Império, que pretendeu substituir Roma, só conseguiu manter sua coesão por pouco tempo, também ele fragmentando-se em ducados e condados largamente autônomos. Estes por sua vez, da mesma forma não conseguiram se sustentar no longo prazo, e o resultado é que no século XI o poder havia se pulverizado em uma infinidade de senhorios e feudos de dimensões relativamente reduzidas (áreas de apenas 150-200 hectares não eram raras, mas em geral eram maiores), e de administração largamente independente das autoridades maiores. Os imperadores, reis, príncipes, duques e condes continuaram a existir, mas sua capacidade de interferir diretamente nos senhorios declinou rapidamente e de forma generalizada, e seus titulares preservaram uma autoridade principalmente simbólica e cerimonial, exercendo um poder efetivo e obtendo seus rendimentos principais apenas em seus domínios privados.
O projeto unificador de Império foi assumido então pela Igreja, fundamentando-o numa dimensão espiritual. No século XII a Europa Ocidental estava praticamente livre do paganismo, e sua sociedade se tornou uma sociedade eminentemente cristã, homogeneizando em larga medida os valores e práticas das pessoas e instituições, a ponto de na Idade Média os conceitos de sociedade e de cristandade se tornarem praticamente sinônimos. Naquela época a religião era uma prática tida como indispensável para os interesses individuais e da sociedade, e ninguém questionava seriamente a realidade da verdade divina revelada através das Escrituras, cujos únicos intérpretes autorizados eram os clérigos. A salvação da alma era a preocupação principal de todo cristão, e essa salvação dependia inapelavelmente do conhecimento da doutrina, dos sacramentos celebrados pelos clérigos e de sua atividade como intercessores junto a Deus e os santos e distribuidores de suas graças. Entre os séculos IX e XIII a Igreja erigiu um vasto edifício doutrinal que estabelecia as práticas lícitas e ilícitas para todo o cristão seguir ou evitar em virtualmente todos os aspectos da vida, e o risco envolvido na transgressão das normas podia ser catastrófico, podendo significar a condenação eterna nas chamas e tormentos do Inferno. Sua organização hierárquica, no topo da qual estava o papa, era extremamente centralizada e rígida, e os membros do clero cumpriam um rigoroso regime de obediência e disciplina.

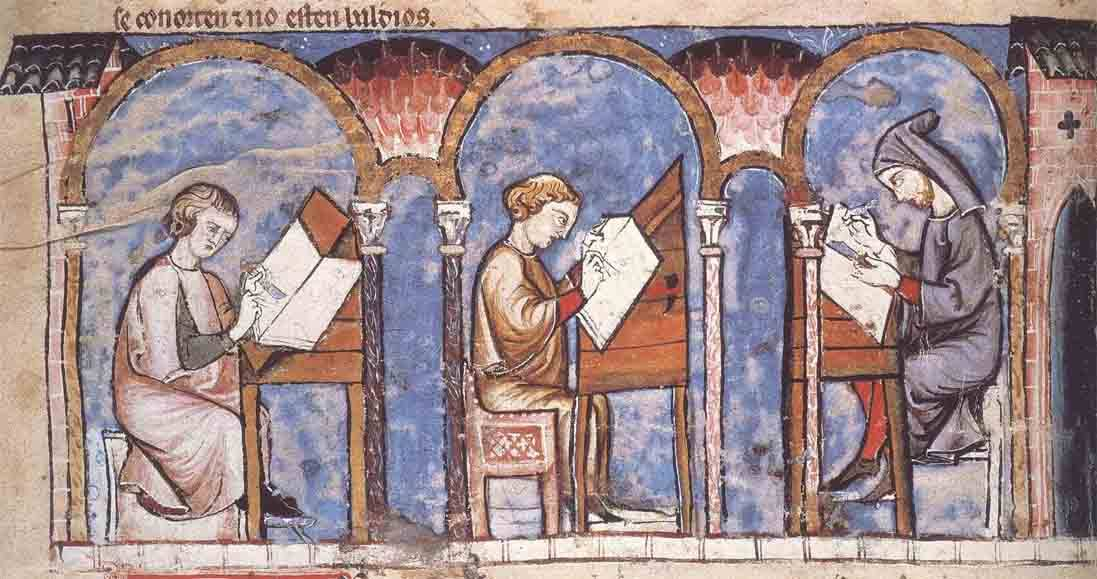
Três monges trabalhando num scriptorium medieval.

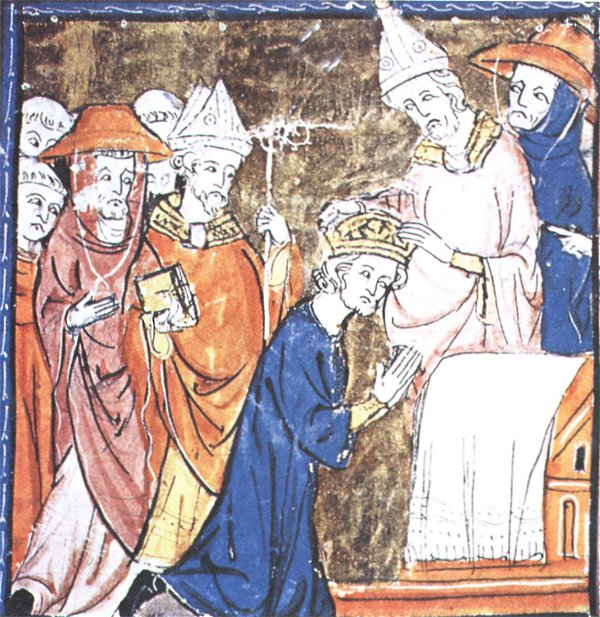
A coroação do imperador Carlos Magno pelo papa Leão III.

Entre outros meios de interferência de que dispunha, era ela que introduzia o indivíduo na sociedade cristã pelo batismo, regulava as práticas de casamento, os hábitos sexuais, formas de comércio e confraternização, delimitava as competências e sacramentava os valores considerados próprios de cada classe, interferia na política, na administração da justiça e na transmissão de herança da aristocracia, praticamente monopolizava a assistência aos pobres, órfãos e doentes, organizava boa parte do povoamento e fixava a população na terra através da vinculação a uma paróquia específica, ritmava o cotidiano pelo toque dos sinos acompanhando as horas canônicas e definia o ciclo anual pelo calendário litúrgico, chegando mesmo a assumir o papel de polícia e árbitro eminente das consciências privadas através da instituição da confissão, onde segredos e faltas do indivíduo deviam ser revelados.
Em meio a uma sociedade constituída de pessoas iletradas, mantinha o controle quase absoluto do saber erudito. Detendo privilegiadamente informações e conhecimentos importantes, a Igreja garantia que seu domínio se estendesse ao longo de séculos de maneira quase inabalável. Não por acaso provinha do clero a maior parte dos administradores, notários, conselheiros, jurisconsultos e médicos que serviam nas cortes de alto escalão e nos senhorios da aristocracia. Naquela época, tinha-se o costume de fazer com que o segundo filho de uma família nobre seguisse a carreira eclesiástica — o primeiro filho herdava o feudo, segundo o direito de primogenitura. Inversamente, reforçando os laços com o poder laico, os membros mais elevados da hierarquia eclesial, o papa, os cardeais, bispos e abades, eram recrutados entre os nobres. Mesmo os reis e imperadores dependiam da Igreja para legitimar sua autoridade: era ela que os sagrava e ungia com o óleo santo, o que os revestia de uma aura sagrada, e justificava a crença no direito divino dos reis. As próprias noções de autoridade e hierarquia, tão importantes no pensamento medieval, encontravam uma justificação teológica, pois acreditava-se que o mundo tinha origem divina e Deus, em sua sabedoria infinita, havia estabelecido as coisas e pessoas em seus lugares apropriados; até mesmo os anjos, segundo os teólogos, eram divididos em ordens ou hierarquias, e daí a divisão da sociedade em três ordens, e dentro de cada uma se estruturasse, em uma escada de múltiplos degraus, uma organização bastante precisa de eminências e subordinações, superioridades e inferioridades.

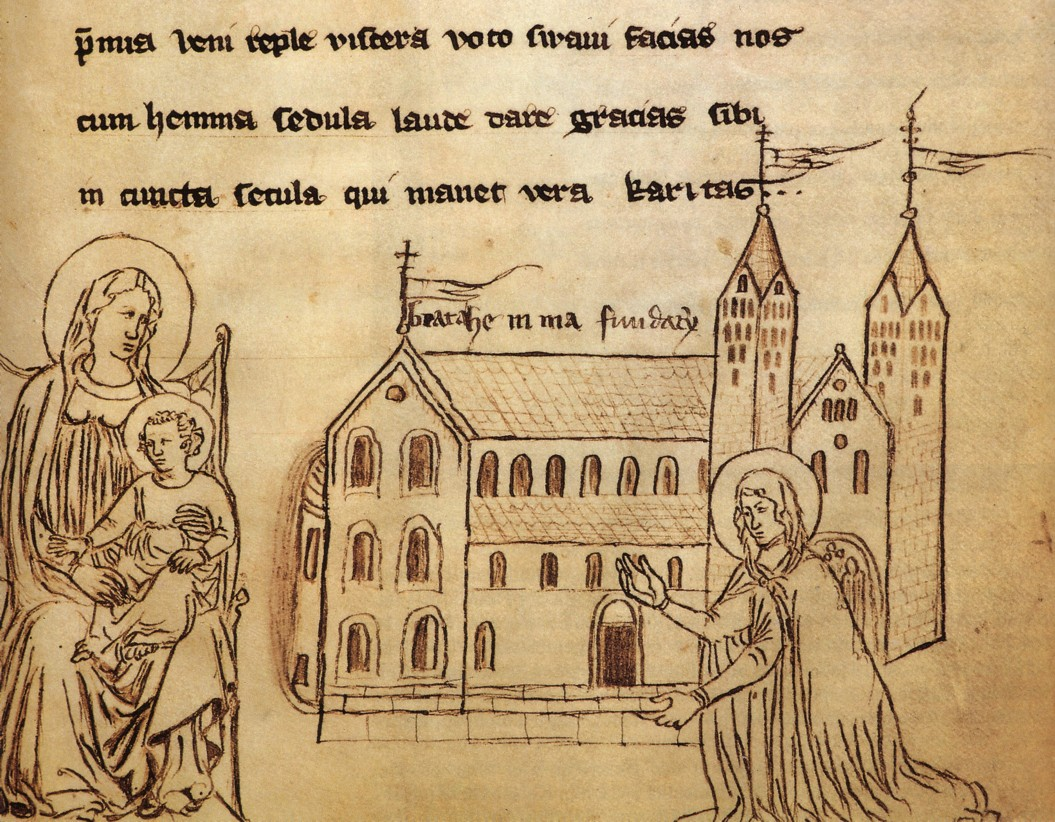
Hemma de Gurk doando a Catedral de Gurk à Virgem Maria.

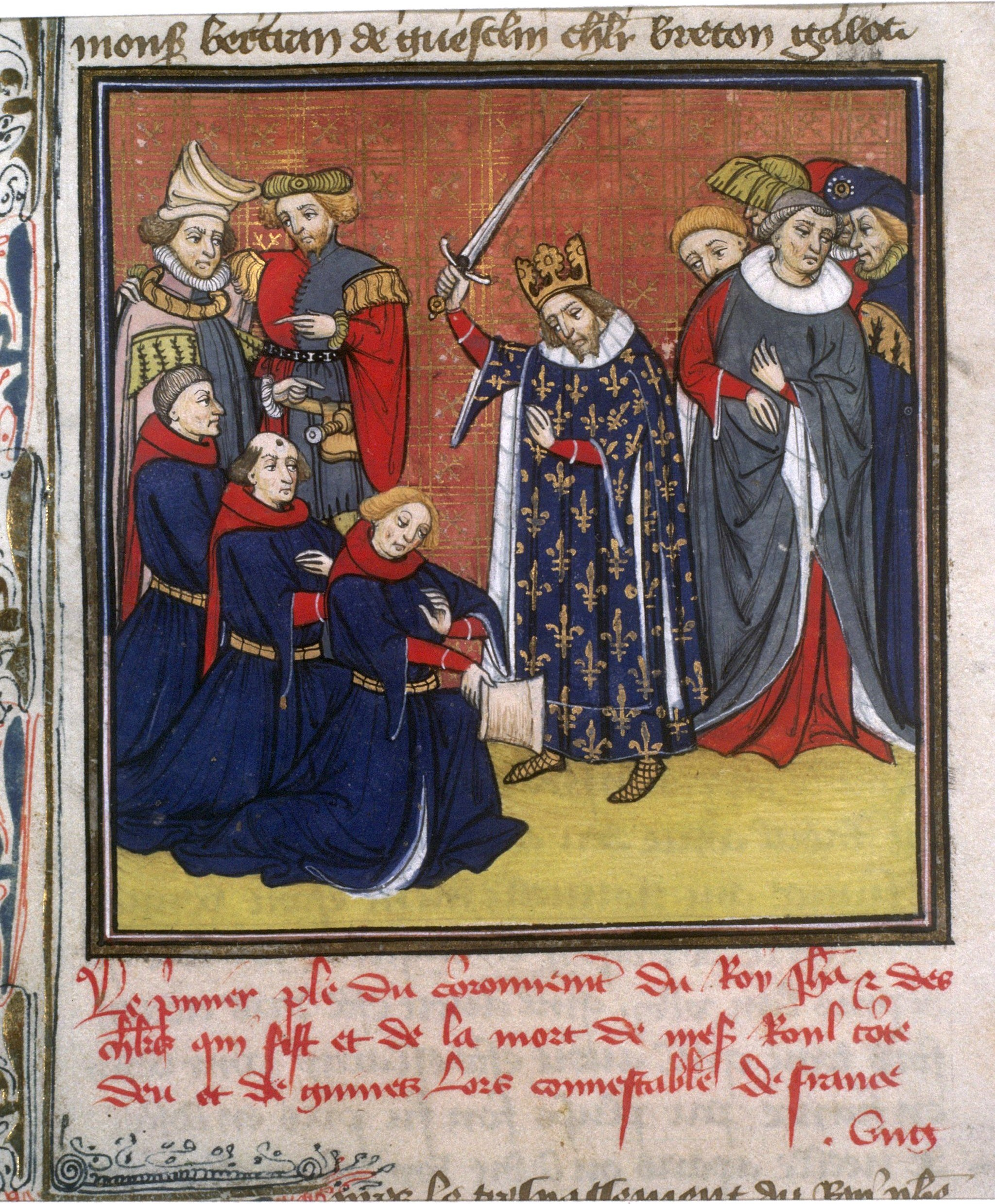
João II da França ordenando cavaleiros. O rito de ordenação era abençoado pela Igreja e era um dos mais importantes meios de admissão à nobreza, de regulação das hierarquias aristocráticas e de confirmação dos laços vassaláticos.

Seu poder também se assentava no âmbito econômico. A Igreja se tornou extremamente rica, depositária de um imenso patrimônio em joias, metais preciosos e obras de arte, além de edifícios e outros bens imóveis, geralmente obtido através da doação dos devotos, que assim procuravam melhorar suas chances de serem incluídos entre os bem-aventurados após a morte. Ao mesmo tempo, por séculos a Igreja foi o maior senhor feudal da Europa, detendo, também geralmente através de doações, a posse de um terço a um quarto de todo o território ocidental, e parte significativa desse patrimônio fundiário era enfeudada.
Destarte, a Igreja tinha interesses múltiplos na preservação, controle e legitimação da ordem feudal, e exercia uma influência ideológica, organizadora e normativa esmagadora sobre toda a organização e funcionamento da sociedade e sobre todo o modo de vida da população de todas as classes. Segundo Jérôme Baschet, à Igreja deve-se não apenas a função de coluna vertebral da civilização feudal, mas também a envolveu completamente e lhe deu sua própria forma.
Sancionados pela Igreja, a hierarquia e o poder territorial dos senhores feudais se exerciam através do poder de dominium, uma forma de controle combinado da terra e das pessoas ali fixadas. A posse da terra não significava uma posse absoluta, mas era ampla e se ramificava de várias maneiras. A posse e exploração direta da terra pelos senhores, chamados domini, se limitava a uma parte apenas do senhorio, o "manso do senhor", e o restante era arrendado ou usufruído diretamente pelos súditos individuais ou pelas comunidades aldeãs. Porém, esse usufruto impunha o pagamento de uma pesada série de impostos, taxas e outras obrigações devidas ao senhor, o que na prática significava um controle total, embora em sua maior parte indireto, dos meios de produção e das fontes de renda. Nesse contexto, os feudos propriamente ditos, seu componente mais famoso e uma das bases do dominium, segundo pesquisas recentes constituíam na verdade uma proporção relativamente pequena no total dos territórios dominados, mas tinham um grande significado simbólico na ideologia aristocrática, e eram um instrumento importante para a organização das suas hierarquias internas, subordinando o detentor do feudo a um senhor de hierarquia mais elevada através da relação de vassalagem, o que lhes acarretava uma série de obrigações mútuas, incluindo financeiras. Além disso, aos senhores cabia o controle dos tribunais e a administração de toda a justiça, na maior parte das vezes exercendo eles mesmos a função de juízes, e a eles cabia por excelência o exercício do poder militar, sendo de fato a atividade nas armas considerada a mais honrosa para um aristocrata. Aos militares, em particular à classe dos cavaleiros e aos mercenários recrutados pelos senhores, competia a proteção da população dos senhorios, embora cometessem repetidos abusos e pilhagens contra os camponeses e vilãos.
A Igreja tentava moderar os excessos, as injustiças e a violência da nobreza militarizada, fixando suas funções e comportamento na moldura da ética cristã. Embora essa tentativa tenha falhado tantas vezes, ela contribuiu para elevar um pouco o padrão moral da nobreza, pelo menos num plano ideal, e suas doutrinas constituem parte da substância do famoso código de ética da cavalaria. Neste movimento, a Igreja conseguiu arregimentar a nobreza militar em larga escala para o ideal religioso das cruzadas contra os infiéis e os heréticos e para a reconquista dos Lugares Santos do Oriente, projeto de vastas repercussões que provocou um significativo rearranjo na geopolítica da região mediterrânea, em parte concebido para canalizar, para um propósito então considerado digno, necessário e justo, o expansionismo predador, as ambições desenfreadas de glória e honra e a pouco controlável turbulência endêmica de uma aristocracia fortemente orgulhosa e competitiva.

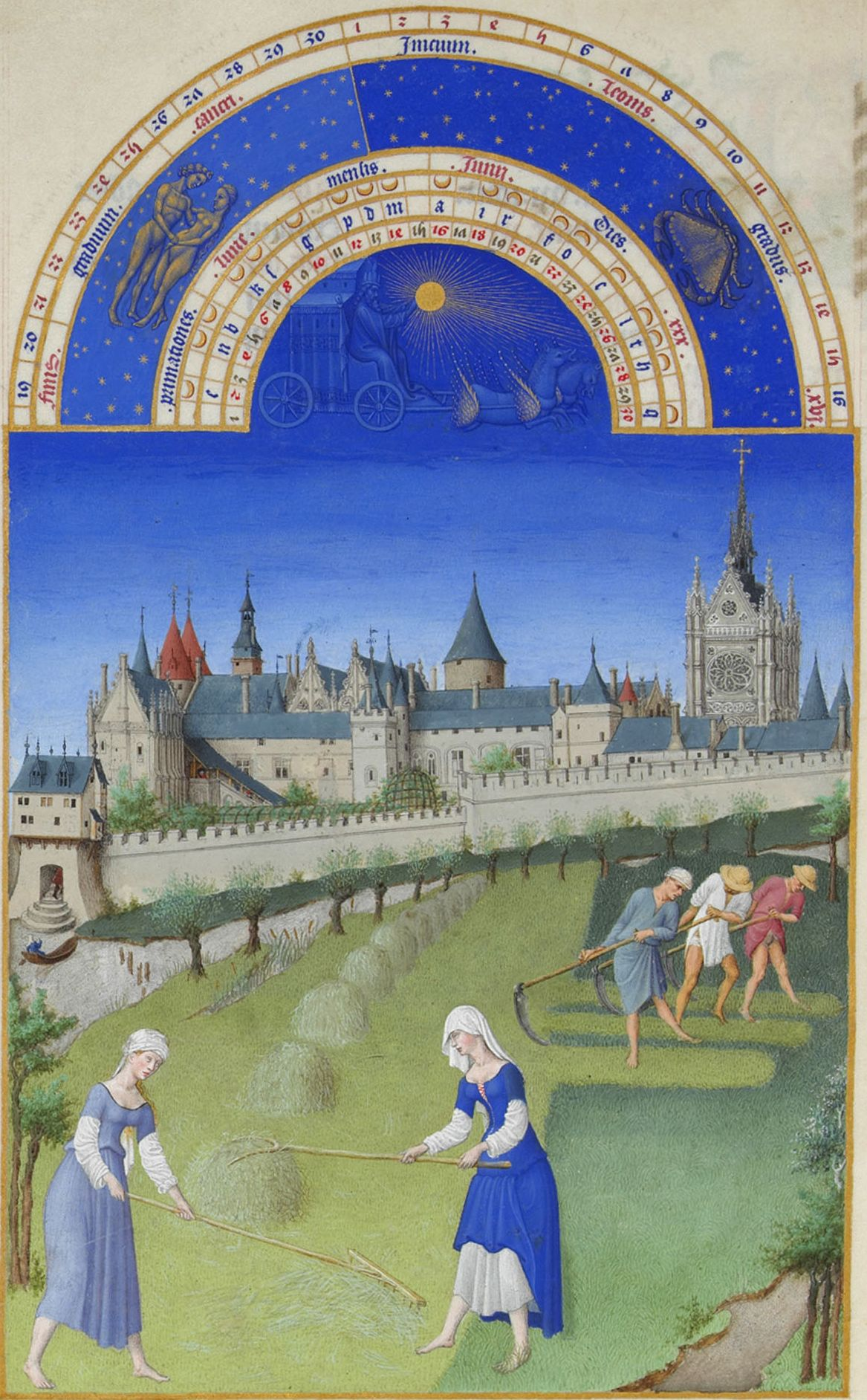
O trabalho na terra à sombra do castelo, iluminura de Les très riches heures du duc de Berry.

Finalmente, o dominium envolvia também a relação pessoal e estrutural do senhor com seus súditos não aristocráticos, os laboratores, e que se expressava de três formas principais. A primeira era a da servidão, uma condição que podia ser tão opressiva quanto a escravidão, mas se distinguia dela por alguns traços importantes: os servos não podiam ser mortos ao arbítrio do senhor, tinham alguma liberdade, embora limitada pela obrigação de pagamento de taxas e prestação de serviços, não podiam transmitir herança, nem casar, nem abandonar o senhorio sem o consentimento do senhor, e sua condição em várias regiões era manifesta através de um ritual público de submissão humilhante, o que lhes impunha um estigma adicional de discriminação e vergonha. Ao contrário do que se pensou por muito tempo, pesquisas recentes têm demonstrado que os servos compunham uma parte não preponderante da população rural, que variava de cerca de metade a menos de 20% do total, conforme a região, e em alguns locais, pelo menos por algum tempo, chegou a zero.
A segunda forma dizia respeito aos homens livres, que gozavam de uma liberdade quase irrestrita, incluindo o direto de possuir alódios (terras livres de qualquer jurisdição senhorial), mas essa liberdade com o tempo foi sendo erodida, pois no século XII virtualmente toda a população europeia estava agregada de alguma forma à rede de senhorios, e mesmo os alódios, bastante numerosos até o século IX, no século XIII haviam praticamente desaparecido, sendo sujeitos à tributação e incorporados aos senhorios, e seus possuidores se tornaram de uma ou outra forma clientes ou tutelados dos senhores. Por outro lado, os homens livres recebiam privilégios significativos, detinham alguma autoridade governamental sobre os trabalhadores de suas terras, podiam caçar, participar de tribunais, e em várias regiões eram reconhecidos como o estrato inferior da nobreza.
A terceira forma de relação com os súditos era a dominação exercida sobre a população urbanizada. Mesmo que as vilas e cidades usualmente recebessem cartas de franquia, isenções e privilégios dos senhores, e seus habitantes fossem em sua larga maioria não servos, a feudalidade penetrava em seus muros de várias maneiras. Os privilégios recebidos dependiam de uma outorga senhorial — que podia ser resultado de lutas violentas, mas geralmente acontecia em negociações diplomáticas —, muitos nobres viviam nas vilas, e ali detinham um significativo patrimônio imobiliário e um elevado prestígio e influência social. Embora pouco a pouco os nobres fossem sendo excluídos do governo direto das vilas à medida que a burguesia nascente se empoderava e assumia o poder urbano através das irmandades, das guildas e dos conselhos cívicos, esse empoderamento acabou reproduzindo a ideologia aristocrática, formando-se uma elite burguesa também aristocrática, que procurava por todos os meios ser assimilada à nobreza incorporando seus valores, adquirindo ou arrendando feudos, adotando brasões, buscando casamentos na nobreza empobrecida, vivendo uma vida de consumo ostensivo, além de inventarem genealogias míticas à maneira dos grandes nobres. No longo prazo, a burguesia desempenhou um importante papel na dissolução do feudalismo.
Os escravos, em número reduzido e mantidos apenas em algumas regiões próximas ao Mediterrâneo, trabalhavam em atividades domésticas.

## O feudo

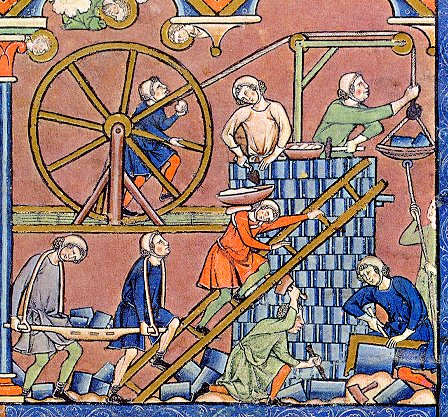
Trabalhadores do Feudo

Os feudos eram os núcleos com base nos quais a sociedade feudal se organizou. Por volta do ano 1000, a maioria das pessoas na Europa ocidental vivia em feudos. Nesse período, a terra converteu-se no bem mais importante, por ser a principal fonte de sobrevivência e de poder.
As terras do feudo distribuíam-se da seguinte forma:
- Manso senhorial – Representava cerca de um terço da área total e nela os servos e vilões trabalhavam alguns dias por semana. Toda produção obtida nessa parte da propriedade pertencia ao senhor feudal;
- Manso servil – Área destinada ao usufruto dos servos. Parte do que era produzido ali era entregue como pagamento ao senhor feudal;
- Terras comunais – Era a parte do feudo usada em comum pelos servos e pelos senhores. Destinava-se à pastagem do gado, à extração de madeira e à caça, direito exclusivo dos senhores.

Muitas cidades europeias da Idade Média tornaram-se livres das relações servis e do predomínio dos nobres. Essas cidades chamavam-se burgos. Por motivos políticos, os "burgueses" (habitantes dos burgos) recebiam frequentemente o apoio dos reis que, muitas vezes, estavam em conflito com os nobres. Na língua alemã, o ditado Stadtluft macht frei ("O ar da cidade liberta") ilustra este fenômeno. Em Bruges, por exemplo, conta-se que certa vez um servo escapou da comitiva do conde de Flandres e fugiu por entre a multidão. Ao tentar reagir, ordenando que perseguissem o fugitivo, o conde foi vaiado pelos "burgueses" e obrigado a sair da cidade. Desta maneira, o servo em questão tornou-se livre.
Essas e outras formas de pagamento eram compulsórias. Por meio delas, transferia-se para o senhor feudal a maior parte da produção. Os camponeses tinham de viver com o pouco que sobrava. Moravam em casa de madeira, sem divisões internas, com telhado de palha e chão batido. Assim como os senhores, em sua maioria não sabiam ler nem escrever. Vestiam-se com roupas de lã, linho ou couro. Seu divertimento, geralmente, estava relacionado à fé cristã e aos festejos comemorativos por ocasião do plantio e da colheita.

## A economia feudal
A produção feudal própria do Ocidente europeu tinha por base a economia agrária, de escassa circulação monetária, autossuficiente. A propriedade feudal pertencia a uma camada privilegiada, composta pelos senhores feudais, altos dignitários da Igreja e longínquos descendentes dos chefes tribais germânicos. As estimativas de renda per capita da Europa feudal a colocam em um nível muito próximo ao mínimo de subsistência. Na Alta Idade Média ocorreu uma acentuada retração das atividades comerciais e artesanais. Em razão disso, houve um processo de ruralização da sociedade da Europa ocidental, com o predomínio da agricultura de subsistência.
A principal unidade econômica de produção era o feudo, que se dividia em três partes distintas: a propriedade individual do senhor, chamada manso senhorial ou domínio, em cujo interior se erigia um castelo fortificado; o manso servil, que correspondia à porção de terras arrendadas aos camponeses e era dividido em lotes denominados tenências; e ainda o manso comunal, constituído por terras coletivas - pastos e bosques -, usadas tanto pelo senhor quanto pelos servos.
Devido ao caráter expropriador do sistema feudal, o servo não se sentia estimulado a aumentar a produção com inovações tecnológicas, uma vez que tudo que produzia de excedente era tomado pelo senhor. Por isso, o desenvolvimento técnico foi pequeno, limitando aumentos de produtividade. A principal técnica adaptada foi a de rotação trienal de culturas, que evitava o esgotamento do solo, mantendo a fertilidade da terra.
Dentro dos feudos, a agricultura era praticada por meio de técnicas simples. Os principais instrumentos eram feitos de madeira, pois o ferro era de difícil aquisição. O arado, puxado por boi, era o equipamento principal. Para não esgotar o solo, usava-se um sistema de rotação trienal: a terra de cultivo era dividida em três partes e o plantio era feito de tal modo que sempre uma dessas partes permanecia em descanso.
Cada família de servos tinha a posse de um lote (ou tenência) em cada um desses campos, para que sempre houvesse terra disponível para o cultivo. O quadro a seguir representa o aproveitamento da terra, de acordo com o sistema de três campos.
| Campo | 1º Ano            | 2º Ano            | 3º Ano            |
| ----- | ----------------- | ----------------- | ----------------- |
| I     | Cultivo de trigo  | Cultivo de cevada | Repouso           |
| II    | Cultivo de cevada | Repouso           | Cultivo de trigo  |
| III   | Repouso           | Cultivo de trigo  | Cultivo de cevada |

### Tributos
Os servos deviam várias obrigações ao senhor feudal, destacando-se:
- Corveia: trabalho compulsório nas terras do senhor (manso senhorial) em alguns dias da semana;
- Talha: parte da produção do servo deveria ser entregue ao nobre, geralmente um terço da produção;
- Banalidade: tributo cobrado pelo uso de instrumentos ou bens do feudo, como o moinho, o forno, o celeiro, as pontes e estradas;
- Capitação: imposto pago por cada membro da família (por cabeça);
- Tostão de Pedro ou dízimo: 10% da produção do servo era pago à Igreja, utilizado para a manutenção da capela local;
- Censo: tributo que os vilões (pessoas livres, vila) deviam pagar, para a nobreza;
- Taxa de Justiça: os servos e os vilões deviam pagar para serem julgados no tribunal do nobre;
- Formariage: quando o nobre resolvia se casar, todo servo era obrigado a pagar uma taxa para ajudar no casamento, regra também válida para quando um parente do nobre iria casar. Todo casamento que ocorresse entre servos deveria ser aceito pelo suserano;
- Mão Morta: era o pagamento de uma taxa para permanecer no feudo da família servil, em caso do falecimento do pai ou da família;
- Albergagem: obrigação do servo em hospedar o senhor feudal caso fosse necessário.

### Cidades e comércio: nova paisagem
A partir das Cruzadas, a mudança mais visível na Europa ocidental ficou conhecida pelo nome de renascimento comercial e urbano. Ele significou o desenvolvimento do comércio e das cidades, que tinham tido pouca importância durante os séculos anteriores. O comércio, ainda incipiente, era praticado nas feiras que se realizavam nas vilas ou perto dos castelos e outros lugares fortificados. Inicialmente periódicas, as feiras tornaram-se permanentes, propiciando o aparecimento de núcleos urbanos, os chamados burgos.
A partir dos burgos, desenvolveram-se novas cidades, ao mesmo tempo que ganharam vida as mais antigas, que não haviam desaparecido por completo. As cidades que se formaram ao pé das fortificações estavam estreitamente vinculadas aos senhores feudais. Esses nobres, proprietários das terras onde ficavam os burgos, cobravam pesadas taxas daqueles que os habitavam. No início, toda a população do burgo chamava-se burguesia; posteriormente esse termo passou a designar apenas comerciantes, banqueiros e alguns artesãos enriquecidos. Com o aumento do comércio e o fortalecimento da burguesia, alguns desses burgos obtiveram pacificamente autorização para negociar sem pagar aos senhores nenhuma tributação. Muitos, porém, tiveram de lutar, unindo-se aos reis, a fim de conseguir dos senhores feudais a licença (franquia) para efetuar suas atividades nas cidades.
As cidades atraíam cada vez mais artesãos, que nelas se fixavam parar viver de seu ofício. Atraíam também servos camponeses que as buscavam para tentar vender seus excedentes agrícolas ou para viver como trabalhadores livres. Atraíam, ainda, comerciantes de sal, de ferro e de inúmeras outras mercadorias, provenientes de regiões distantes.

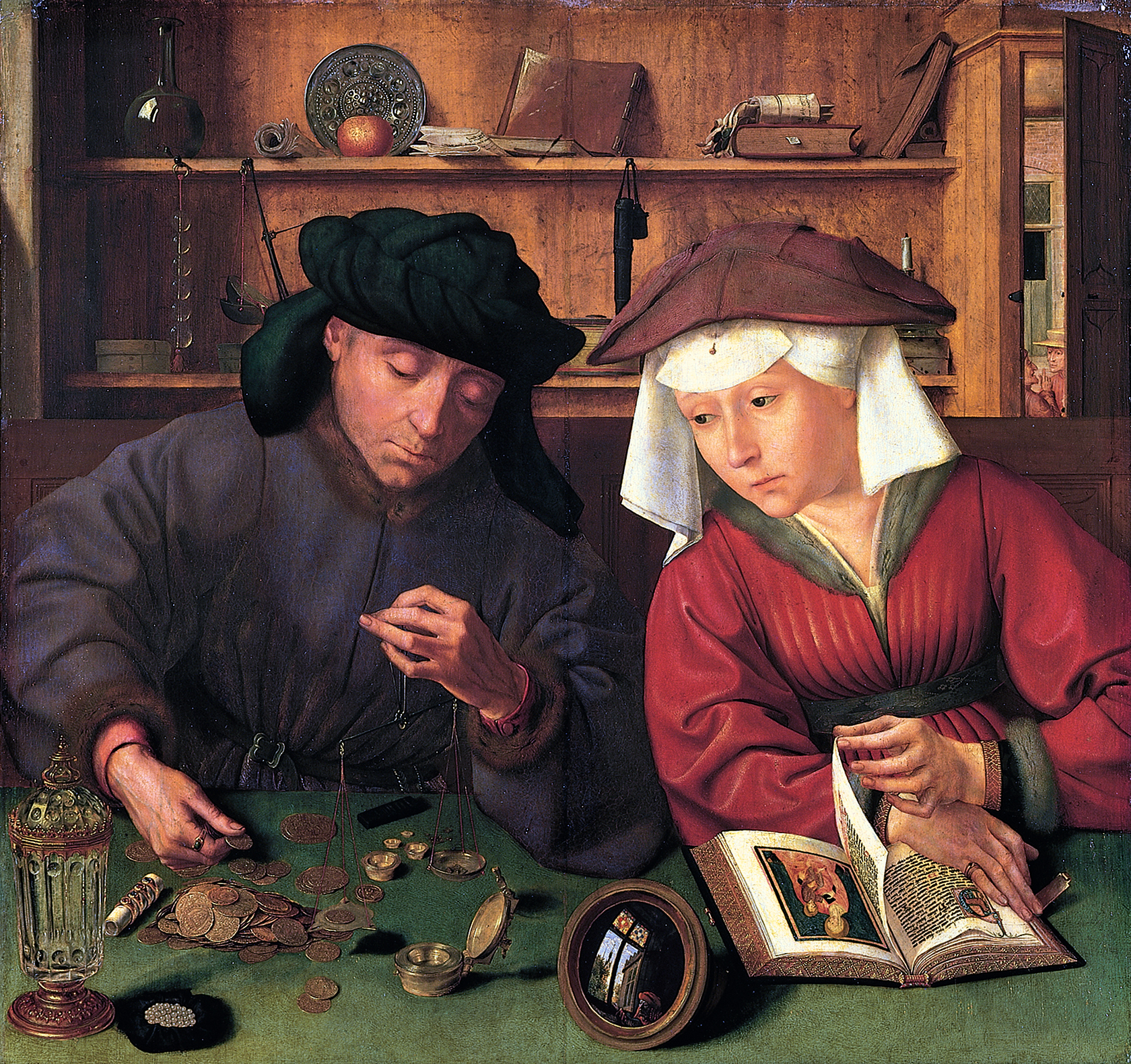
Um banqueiro burguês pesando joias, pintura de Quentin Matsys.

A moral católica medieval tinha como verdadeiro que "é difícil não pecar quando se exerce a profissão de comprar e vender". Por isso, a Igreja procurou coibir as ambições dos homens de negócios, sempre preocupados com o lucro, impondo o justo preço e condenando a usura. A noção do justo preço excluía qualquer ideia de lucro e devia levar em conta apenas o custo das matérias-primas e um pequeno ganho pelo trabalho prestado. Além da tentativa de exploração pelo preço, era considerado usura todo negócio que implicasse em pagamento de juros – por exemplo, o empréstimo.
Esse ideal foi inicialmente adotado por artesãos e comerciantes, cujas atividades eram rigorosamente controladas pelas corporações. Na pratica, porém, não era mais possível à Igreja aplicar suas imposições com rigor. Além disso, os homens de negócios sempre encontravam meios de contornar as interdições religiosas.
As atividades comerciais restabeleceram o uso regular da moeda. Logo, diferentes moedas circulavam nas feiras e nos núcleos urbanos, provenientes de vários feudos e regiões da Europa. Essa variedade criou a necessidade do câmbio, isto é, da troca de moedas. Os que se dedicavam a ele eram chamados de cambistas. Por meio da cobrança de algumas taxas estes cambistas realizavam atividades típicas dos bancos atuais, como empréstimos, câmbio, emissão de títulos e pagamento de dívidas. Tais cambistas proporcionavam assim maior estabilidade às trocas comerciais, pois livraram os comerciantes do transportes de altos valores, em uma época em que as rotas de comércio ainda não ofereciam segurança aos mercadores.
As corporações de ofício foram associações que surgiram a partir do século XII, para regulamentar o processo produtivo artesanal nas cidades que contavam com mais de 10 mil habitantes. Cada corporação agregava pessoas que exerciam o mesmo ofício. Eram elas as responsáveis por determinar preços, qualidade, quantidades da produção, margem de lucro, o aprendizado e a hierarquia de trabalho. Todos aqueles que desejavam entrar na corporação deveriam ser aceitos para a função de aprendiz, que não recebia salário, por um mestre, aquele que detinha as ferramentas e fornecia a matéria-prima. As corporações de ofício delimitavam suas áreas de atuações de forma estrita, de modo que não existia sobreposição de competências, por exemplo, uma alfaiataria não poderia consertar roupas, assim como uma oficina de conserto não tinha permissão de confeccionar peças novas.
As corporações basicamente eram compostas de três classes: os mestres, os jornaleiros (não confundir com jornaleiros, pois a Imprensa ainda não existia e tinham esse nome porque recebiam por dia trabalhado, por diária, por jornada) também chamados de companheiros, e aprendizes. Os mestres eram os donos da oficina, que acolhiam os jornaleiros ou companheiros, e eram, também, responsáveis pelo adestramento dos aprendizes. Os aprendizes não recebiam salários, geralmente eram parentes e moravam com o mestre; e não raras vezes acabavam casando com a filha deste. A extensão do aprendizado variava de acordo com o ramo, podendo durar um ano, ou prolongar-se de dez a doze anos. O período de costume do aprendizado, porém, variava entre dois e sete anos; após o término do aprendizado o aprendiz tornava-se jornaleiro e depois mestre. Entretanto, à medida que se avançava para o fim da Idade Média, tornava-se mais difícil ao jornaleiro atingir a condição de mestre. Isso acontecia principalmente em virtude do domínio que os membros mais ricos passaram a ter sobre as corporações, reduzidas quase que exclusivamente aos seus familiares. A prova pela qual o jornaleiro era submetido para tornar-se mestre ficou mais rigorosa e, por fim, a taxa em dinheiro que era paga ao chegar-se à posição de mestre foi elevada. Percebe-se que esse rigor não era para todos, pois, os filhos dos mestres, se comparados com o povo em geral, continuaram sendo privilegiados a tal ponto que em algumas cidades e em outros lugares, apenas os filhos de um mestre poderiam aspirar a ocupar tal condição.

### O comércio de longa distância
As Cruzadas deram grande impulso às atividades comerciais no Mediterrâneo. Cidades da península Itálica, como Veneza e Gênova, passaram praticamente a monopolizar o contato com o Oriente. Os produtos orientais trazidos pelos comerciantes da península Itálica eram revendidos para outras regiões da Europa. A península Itálica tornou-se, dessa forma, o principal centro comercial europeu.
Outro importante pólo de atividades comerciais desenvolveu-se simultaneamente no norte da Europa, na região de Flandres (norte da atual Bélgica). A partir dele, o comércio se propagou para o mar Báltico, chegando a Rússia. Mais tarde as cidades do Sacro Império Romano-Germânico formaram uma liga comercial chamada de Hansa Teutônica, que monopolizou o comércio nessa vasta região.
Ligando Flandres (norte) à península Itálica (sul), desenvolveu-se uma rota terrestre que atravessava a região franca de Champagne. Nesse percurso realizavam-se, durante todo o ano, grandes feiras, que serviam de ponto de encontro aos comerciantes europeus. Desse modo, entre os séculos XIII e XIV, formou-se na Europa uma verdadeira teia de rotas por onde começou a fluir um próspero e intenso comércio.

## A cultura feudal

### As heresias
Aqueles que questionavam os dogmas (verdades reveladas) instituídos pela Igreja eram vistos como inimigos. Em outras palavras, os que interpretavam os ensinamentos cristãos  de maneira diferente daquela que a Igreja pregava eram chamados de hereges (por professarem uma fé diferente da católica).
Com o intuito de manter a coesão da Igreja e da cristandade, reagindo aos levantes de seitas e grupos dissidentes, a Igreja voltou-se contra os hereges. Como forma de reprimi-los, criou-se o Tribunal do Santo Ofício, mais conhecido como tribunal da Inquisição. A primeira era o ato  pelo qual impedia que o cristão recebesse os benefícios da salvação, concedidos por seu intermédio (os sacramentos). Oficializada pelo Papa em 1231, a Inquisição julgava os hereges e dissidentes. Aos que se recusavam a se retratar, punia de maneira implacável, condenando-os a penas variadas, por vezes a pena capital. É interessante notar que os tribunais eclesiásticos eram os mais justos dentre aqueles encontrados na Idade Média, trazendo consigo uma série de inovações que futuramente viriam a implementar os tribunais laicos que hoje conhecemos.

### O clero secular e o clero regular
Desde o final da Antiguidade, a hierarquia do  clero era constituída pelo Papa e pelos cardeais, arcebispos, bispos e padres. Eles formavam o clero secular (do latim saeculum, mundo), expressão que designava os sacerdotes que desenvolviam atividades voltadas para o público.
Paralelamente, desenvolveu-se o clero regular, formado pelos religiosos que viviam em mosteiros (monges e abades), em regime de reclusão ou semirreclusão.
O hábito de viver em mosteiros - chamado monasticismo - foi introduzido no Ocidente no século VI, quando São Bento fundou o mosteiro do Monte Cassino, na península Itálica, dando origem à ordem (ou irmandade) dos beneditinos. A regra criada por São Bento para disciplinar a vida de seus monges, aprovada pelo Papa, serviu de modelo para outras ordens surgidas posteriormente, como a dos franciscanos, a dos dominicanos, etc. O modelo dos mosteiros masculinos, dirigidos por um abade, foi logo instituído para as mulheres.
Os mosteiros ou monastérios desempenharam um importante papel na Europa medieval, cristianizando povos, cultivando terras, organizando e mantendo escolas e bibliotecas.

### Ensino, conhecimento e arte
Durante a Idade Média, as pessoas que sabiam ler e escrever em geral pertenciam ao clero. Os poucos livros que sobreviveram ao período das invasões germânicas eram conservados nas escassas bibliotecas pertencentes à Igreja. Nelas, os monges copistas encarregavam-se de reproduzir os livros à mão. Dessa forma, os integrantes da Igreja eram os únicos capazes de lidar com o saber escrito e, portanto, com o ensino formal.
Todo o ensino estava sob o controle da Igreja e era voltado para o ingresso na vida religiosa. A língua utilizada para transmitir os ensinamentos era o latim, falado pelos integrantes do clero e pelas pessoas cultas. Os primeiros estudos eram feitos nas escolas que funcionavam nos conventos e nas igrejas das vilas, onde se aprendia a ler e escrever, noções de cálculo e canto religioso. A continuação dos estudos (curso superior), orientada sempre por padres ou monges em escolas mantidas nas catedrais, era dividida em dois ciclos: o trivium (gramática, retórica, lógica) e o quadrivium (música, aritmética, geometria e astronomia).

### As universidades
A principal inovação medieval realizada pelos europeus no campo do ensino e do conhecimento foi a criação das universidades.
No final do século XI, a primeira instituição de ensino superior a aparecer foi a Escola de Direito de Bolonha, no norte da atual Itália. Outras instituições surgiram quase simultaneamente na península Itálica, na França e na Inglaterra. Até o final do século XIV, já havia mais de quarenta delas espalhadas por diversas regiões da Europa.
A disseminação desses estabelecimentos de ensino teve relação com o ressurgimento urbano e comercial que ocorreu na época. Com esse surgimento tornou-se necessário um número de letrados para gerir os negócios, tanto públicos como privados.
Inicialmente regulamentadas pela Igreja, as universidades restringiam-se ao ensino de disciplinas do trivium e do quadrivium. No século XIV, ganharam independência e passaram a assumir um caráter mais voltado para a vida secular, ministrando também cursos de artes, de medicina, além de direito e de teologia.

### O conhecimento
Devido à forte presença da Igreja, os primeiros pensadores medievais, chamados doutores da Igreja, voltaram-se para questões relativas aos dogmas e preceitos da fé, numa tentativa de dar forma à nova religião que se organizava. Inúmeros foram aqueles que estabeleceram os fundamentos da teologia católica, combinando por vezes elementos da filosofia greco-romana com ensinamentos da religião cristã.
Entre os principais estudiosos que ajudaram a transformar a religião de Cristo em uma doutrina formal está Santo Agostinho. Associando o cristianismo aos textos do filósofo grego Platão e de seus seguidores, Santo Agostinho construiu argumentações capazes de sustentar e explicar as verdades religiosas.
Algum tempo depois, São Tomás de Aquino, professor da Universidade de Paris e um dos mais importantes doutores da história da Igreja, reuniu o saber medieval na obra Suma teológica.
No caminho aberto por ele, a Escolástica - movimento que reunia as ideias de Tomás de Aquino - representou uma tentativa de conciliar fé e razão com base no pensamento de Aristóteles, fundindo assim elementos da filosofia pagã com a doutrina católica.
No final da Idade Média, houve algumas tentativas de mudar as orientações teóricas. Na obra de Roger Bacon, por exemplo, estão fortemente presentes preocupações científicas. Monge franciscano inglês do século XIII, Bacon recomendava observações e a experimentação como meios indispensáveis para chegar ao conhecimento. Isso lhe custou a condenação pela Igreja ao cumprimento de uma pena de catorze anos de prisão.

### Uma arte a serviço de Deus
A arte medieval era também dominada pelos preceitos da religião. Na pintura e na escultura, os temas representados eram: Deus, os anjos, os santos e, de modo geral, as cenas que instruíssem os fiéis a respeito dos conhecimentos morais e espirituais da doutrina cristã.
Na arquitetura imperava a mesma concepção. As maiores construções medievais foram as igrejas. Nos primeiros tempos, imitavam-se os modelos romanos.
A partir do século XI, desenvolveu-se um estilo arquitetônico propriamente medieval, chamado românico. Os edifícios eram relativamente simples, embora de grandes proporções. Sua aparência sólida, com paredes grossas e poucas janelas, assemelhava-se à das fortalezas. Seus elementos característicos eram a coluna e o arco romano.
A partir do século XII, começou a afirmar-se no norte da França um novo estilo, batizado posteriormente com o nome de gótico. Introduzindo uma nova técnica de construção - o arco ogival -, o estilo gótico disseminou-se com a edificação de enormes catedrais, que passaram a simbolizar a riqueza das novas cidades.
Caracterizadas pelas torres altas e pontiagudas, pelas colunas graciosas e, claro, pelos arcos ogivais, as catedrais são construções elegantes, ornamentadas com muitas estátuas e com belos vitrais coloridos, representando cenas da vida de Cristo, da Virgem Maria e dos santos.

## O mundo feudal em transformação
A sociedade feudal conheceu, entre os séculos XI e XIII, um período de grandes mudanças, assinalado pelo advento da arte gótica, da Escolástica e das universidades.
Durante esse período, que compreende os primeiros séculos da Baixa Idade Média, houve um aumento populacional proporcionado pela diminuição das invasões e das epidemias que assolaram a Europa durante os primeiros séculos do feudalismo. Esses acontecimentos, associados às características do próprio sistema feudal, como descentralização do poder e isolamento dos feudos, minaram algumas estruturas peculiares a esse sistema.
Para a composição do novo quadro, foram decisivas as Cruzadas, expedições de caráter religioso e militar surgidas no final do século XI. Elas contribuíram para acentuar as mudanças na estrutura do feudalismo na Baixa Idade Média.
Em decorrência das Cruzadas, algumas cidades começaram a surgir, outras renasceram e os vínculos de servos e senhores feudais sofreram drásticas alterações. As profundas transformações que se verificaram tiveram como consequência a modificação das organizações internas dos feudos, bem como das relações entre eles e os reis.

### As cruzadas

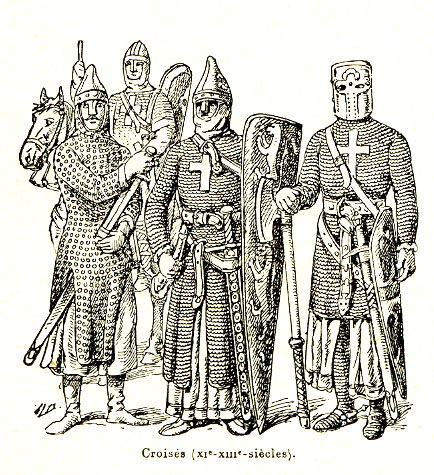
Cruzados

No século XI, grande parte dos domínios árabes, incluindo a Terra Santa – que englobava Jerusalém e outros lugares onde Jesus viveu e pregou sua doutrina -, caiu em poder dos turcos seljúcidas, um povo vindo do Oriente, que se convertera ao Islã. Diferentemente dos árabes, que nunca haviam se oposto às peregrinações dos cristãos à Terra Santa, os turcos as proibiram.
Diante disso, o papa Urbano II, falando aos nobres reunidos em Clermont-Ferrand, na França, em 1095, fez-lhe um apelo pela libertação da Terra Santa. Por trás da exortação estava o interesse da Igreja em aumentar seu prestígio e expandir seu domínio sobre os territórios controlados pelos muçulmanos.
A adesão dos nobres ao apelo do papa foi quase imediata. Para eles, as expedições à Terra Santa foram vistas como uma forma de conquistar terras, prestígio e riquezas no Oriente. Afinal, muitos estavam empobrecidos por causa do direito de primogenitura.
Assim, no ano seguinte, tiveram início as Cruzadas. Costurando cruzes vermelhas sobre suas roupas, nobres, camponeses, pobres, mendigos e até mesmo crianças partiram da Europa em grandes expedições militares com objetivo de conquistar a Terra Santa, tomando-a dos muçulmanos.
A primeira Cruzada conseguiu conquistar Jerusalém após três anos de lutas. A vitória permitiu a criação de alguns Estados cristãos na Palestina, nos quais as terras foram distribuídas como na Europa feudal. Pouco tempo depois, entretanto a Terra Santa foi novamente tomada pelos muçulmanos.
Fizeram-se outras sete Cruzadas, a última das quais em 1270. Todas fracassaram. Apesar disso, como consequência delas, o Mediterrâneo foi reaberto à navegação europeia e os contatos culturais e comerciais entre o Ocidente e o Oriente foram restabelecidos.
As Cruzadas contribuíram ainda para aumentar a circulação de pessoas e de riquezas na Europa. Por meio delas, o comércio se fortaleceu e acabou estimulando o povoamento das cidades.

### Declínio
O feudalismo europeu apresenta fases bem diversas entre o século IX, quando os pequenos agricultores são impelidos a se proteger dos inimigos junto aos castelos, e o século XIII, quando o mundo feudal conhece seu apogeu, para declinar a seguir. Entretanto, a partir do ano 1000 até cerca de 1150, o feudalismo entra em transformação: a exploração camponesa torna-se intensa, concentrada em certas regiões superpovoadas, deixando áreas extensas de espaços vazios; surgem novas técnicas de cultivo, novas formas de utilização dos animais e das carroças, o que permitiu a produção agrícola garantir um aumento significativo, surgindo, assim, a necessidade de comercialização dos produtos excedentes. Esse renascimento do comércio e o consequente aumento da circulação monetária, reabilita a importância social das cidades e suas comunas. Com as Cruzadas, esboça-se uma abertura para o mundo, quebrando-se o isolamento do feudo.
O restabelecimento do comércio com o Oriente Próximo e o desenvolvimento das grandes cidades, começam a minar as bases da organização feudal, na medida em que aumenta a demanda de produtos agrícolas para o abastecimento da população urbana. Isso eleva o preço dessas mercadorias, permitindo aos camponeses maiores fundos para a compra de sua liberdade. Não que os servos fossem escravos; com o excedente produzido, poderiam comprar de seus senhores lotes de terras e, assim, deixar de cumprir suas obrigações junto ao senhor feudal. É claro que esta situação poderia gerar problemas já que, bem ou mal, o servo vivia protegido dentro do feudo e, para evitá-los, tornavam-se comerciantes ou iam morar em burgos, dominados por outros tipos de senhores, desta vez, comerciais. Ao mesmo tempo, a expansão do comércio cria novas oportunidades de trabalho, atraindo os camponeses para as cidades.
Tais acontecimentos, aliados à formação dos exércitos profissionais — o Rei, agora, não dependeria mais dos serviços militares prestados por seus vassalos —, à insurreição camponesa, à peste, à falta de alimentos decorrente do aumento populacional e baixa produtividade agrária, contribuíram para o declínio do feudalismo europeu. Na França, nos Países Baixos e na Itália, seu desaparecimento começa a se manifestar no final do século XIII. Na Alemanha e na Inglaterra, entretanto, ele ainda permanece mais tempo, extinguindo-se na maioria da Europa ocidental por volta de 1500. Em partes da Europa central e oriental, porém, alguns remanescentes resistiram até meados do século XX, como, por exemplo, a Rússia, que só viria a se libertar dos resquícios feudais com a Revolução de 1917.

Propagação da Peste Negra

A dissolução do feudalismo foi apressada no final da Idade Média por uma sucessão de acontecimentos que geraram a chamada Crise do século XIV. A produção de alimentos sempre foi deficiente no sistema feudal, de modo que a fome era uma ameaça constante. Entre 1315 e 1317, a situação se agravou e provocou surtos de fome em vários lugares da Europa. A falta de estrutura das cidades, para suportar o aumento populacional, associada ao problema da fome acabou desencadeando uma série de epidemias. A pior de todas foi a chamada "peste negra", que assolou a Europa entre 1348 e 1350 e matou cerca de um terço de toda a população.
O sistema feudal começa a entrar em declínio à medida em que, entre outros factores, o povo explorava directamente aterra e remetia o senhor para o lugar de arrendatário, sujeitando-o às variantes do mercado e da moeda. Se bem que se mantenha a vassalidade, instituição que levou ao ponto máximo os laços de dependência de homem para homem e a forma sob a qual funciona o poder do rei, tal não impedia que o monarca fosse afectado por ser um dos principais proprietários do país.
Inúmeras guerras também contribuíram para aumentar a mortalidade e tornar a situação na Europa ainda mais difícil. A maior delas foi, sem dúvida, a Guerra dos Cem Anos (1337-1453), travada entre as monarquias feudais da Inglaterra e da França. Sob a ação dos três flagelos do século XIV – a fome, a peste e a guerra – a população diminuía e a mão-de-obra se tornava cada vez mais escassa. Isso levou os senhores feudais a aumentar a exploração sobre os camponeses. Em consequência, houve inúmeras revoltas, nas quais os camponeses rebelados queimavam propriedades e assassinavam senhores feudais. Em algumas cidades, também se verificaram desordens e motins.
A crise apontava também para uma transformação na estrutura de poder descentralizada, que não conseguia gerar resposta para os problemas que surgiam. Os governos centralizados começaram então a ganhar força, pois conseguiam arbitrar os conflitos inevitáveis em uma sociedade que ganhava complexidade.
Foi nesse contexto que se deu o fortalecimento do poder dos reis e a consequente formação do Estado moderno e do regime absolutista. Desse modo, pode-se dizer que as transformações da Baixa Idade Média – desenvolvimento do comércio e das cidades, uso de moeda, aparecimento da burguesia, fortalecimento do poder central nas mãos do rei – condenaram o feudalismo à dissolução. A essas mudanças podemos acrescentar o Renascimento na península Itálica, no século XIV, e as Grandes Navegações, no século XV, todas apontando para o advento dos chamados tempos modernos. Essas novidades indicavam o aparecimento de um novo sistema econômico: o capitalismo. Aos poucos, o sistema capitalista acabaria por substituir inteiramente o feudalismo, tornando-se dominante no séculos seguintes.

## O feudalismo como forma universal de interação social
Com base na sociologia formal de Georg Simmel, Vladimir Shlappentokh vê o feudalismo não só como uma formação social histórica, mas também como uma forma particular de interacção, generalizada em todas as épocas, que nunca desapareceu completamente, mesmo nos tempos modernos. Resulta da necessidade humana de protecção e da vontade das pessoas de pagar por essa protecção através do pagamento de fidelidade, em espécie ou em dinheiro. As lealdades medievais, as estruturas de dependência na economia subterrânea, os regimes oligárquicos com os seus vassalos, mas também os bandos mafiosos podem ser vistos como formas de interacção feudal. O cientista político e antropólogo Aaron B. Wildavsky apresenta argumentos semelhantes ao constatar a existência de estruturas feudais no império dos Cassitas, no Império Médio  do Egipto e no Japão (até ao século XVIII). Shlapentokh postula que as estruturas sociais e económicas que se desviam do tipo ideal do feudalismo medieval europeu não devem ser vistas como variantes do mesmo, mas como formas mistas de diferentes segmentos da sociedade ou da economia (liberal-capitalista, autoritário, etc.), que podem coexistir, por exemplo, tanto nos Estados Unidos como na Rússia. Esta abordagem contradiz os modelos sistémicos, holísticos e integradores da sociedade, como os de Talcott Parsons ou Niklas Luhmann, enquanto a hipótese de sociedades ou economias "híbridas" é parcialmente compatível com o modelo marxista (por exemplo, com Erik Olin Wright